# Roggwil (Berna)
Roggwil (toponimo tedesco) è un comune svizzero di 4 051 abitanti del Canton Berna, nella regione dell'Emmental-Alta Argovia (circondario dell'Alta Argovia).

## Geografia fisica
Roggwil ha un'area di 7,73 km²; di questa, 3,54 km² (45,4%) è utilizzato per scopi agricoli, 2,2 km² (28,2%) sono foreste, 2,01 km² (25,8%) sono edificati (edifici o strade), 0,06 km² (0,8%) sono composto di fiumi o laghi e 0,01 km² (0,1%) sono terreno improduttivo. Nell'area costruita, gli edifici industriali sono il 2,4% dell'area totale mentre le abitazioni e gli edifici costituiscono l'11,7% e le infrastrutture dei trasporti il 7,8%. Infrastrutture idriche ed elettriche costituiscono il 2,7% dell'area mentre parchi, aree verdi e campi sportivi sono l'1,2%. Oltre alla superficie forestale, il 26,4% dell'area totale è altamente boschiva e per l'1,8% è ricoperta da frutteti e piccoli gruppi di alberi. Della zona agricola, il 29,8% è utilizzato per coltivazioni e il 14,9% sono pascoli.

## Monumenti e luoghi d'interesse

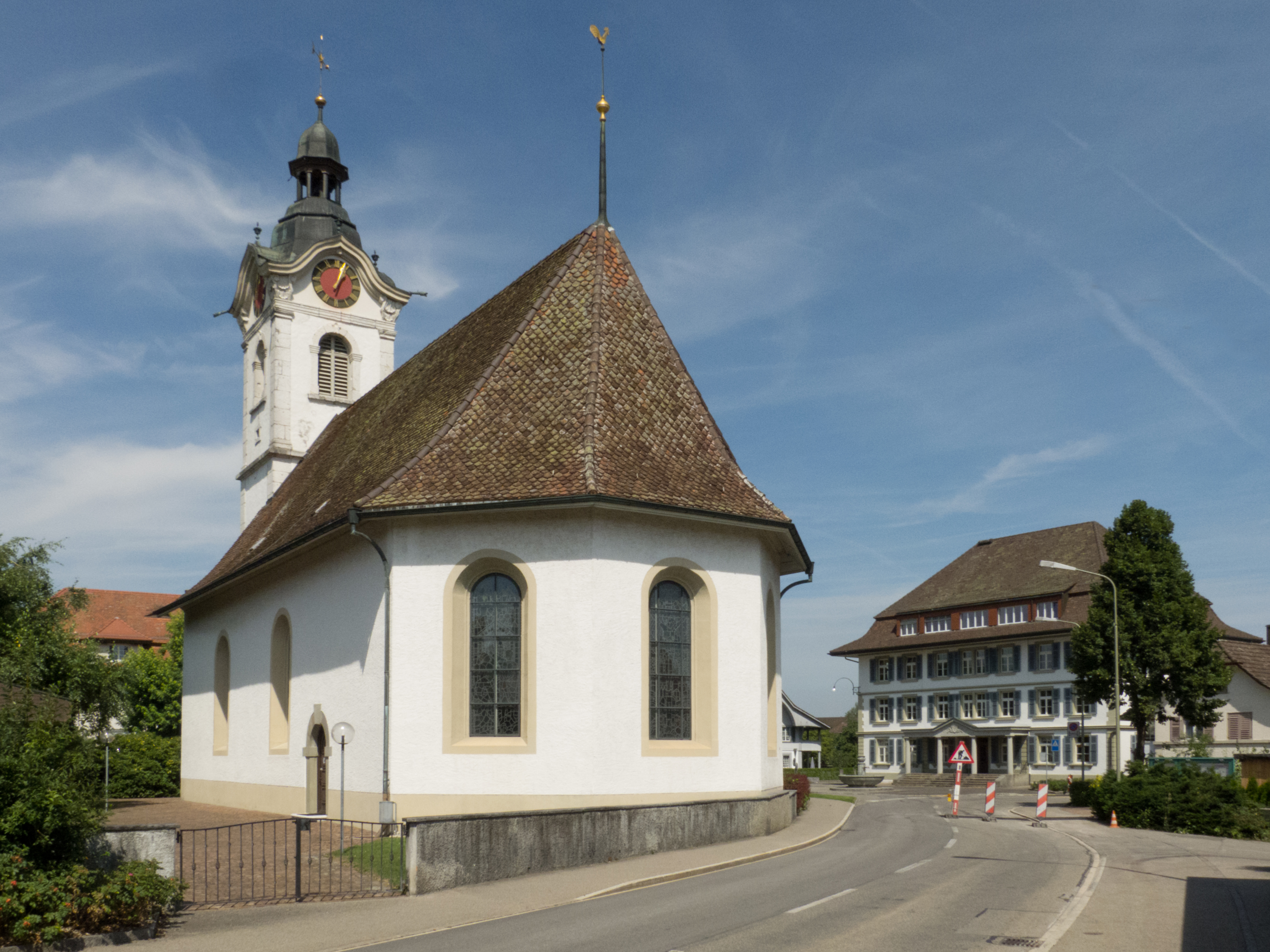
La chiesa riformata

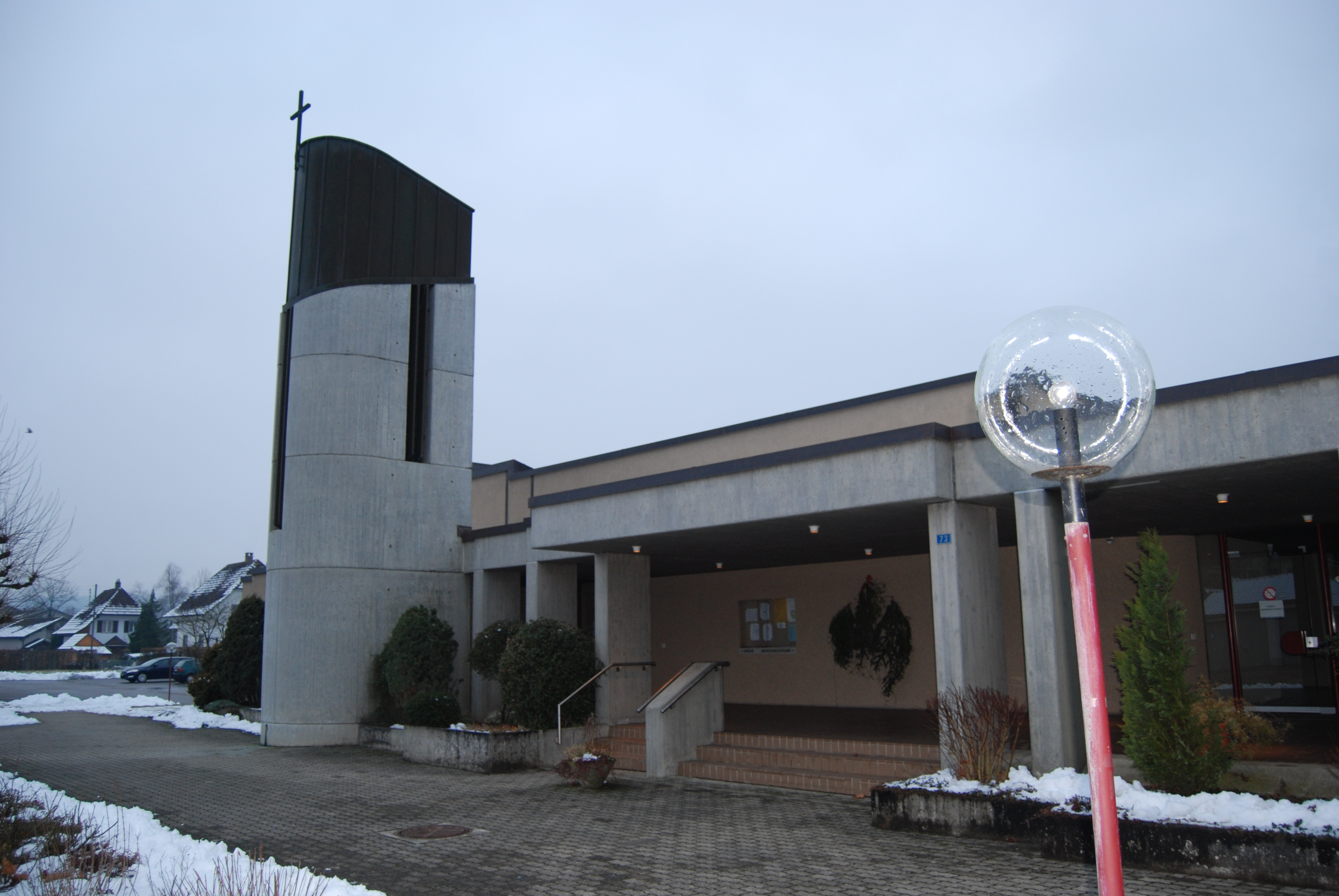
La chiesa cattolica

- Chiesa riformata, attestata dal 1201 e ricostruita nel 1664-1665[1];
- Chiesa cattolica, eretta nel 1973[1];
- Chiesa neoapostolica, eretta nel 1985[1].

## Società

### Evoluzione demografica
L'evoluzione demografica è riportata nella seguente tabella:
Abitanti censiti

## Cultura

### Musica
Il vecchio stabilimento delle industrie Gugelmann, situato in questo comune, è stato uno storico centro di produzione tessile aperto nel 1864 dall'industriale Johann Friedrich Gugelmann; è stato in passato sede di rave party.

## Infrastrutture e trasporti

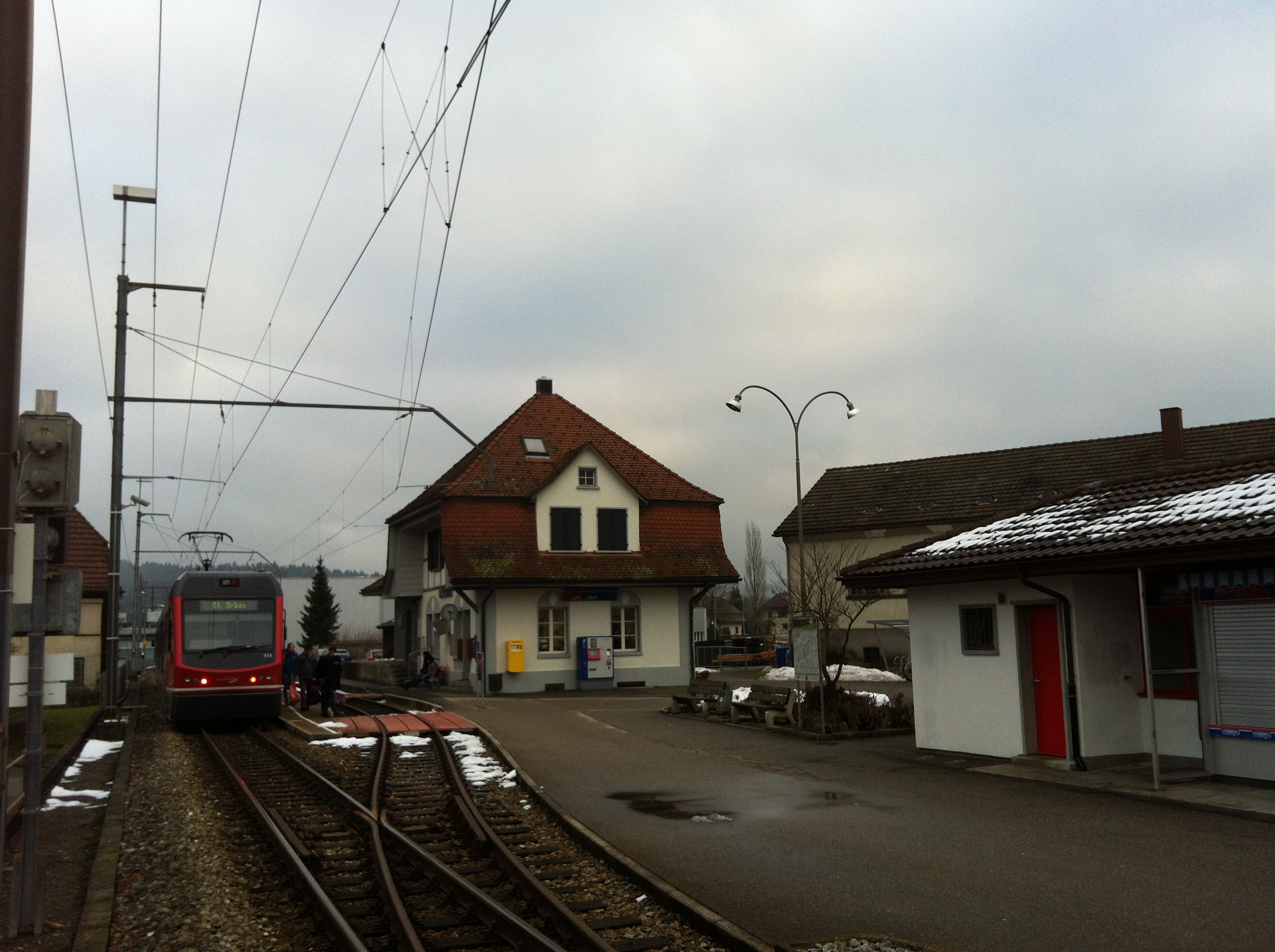
La stazione di Roggwil

Roggwil è servito dall'omonima stazione sulle ferrovie Berna-Olten e Langenthal-Melchnau.

## Amministrazione
Ogni famiglia originaria del luogo fa parte del cosiddetto comune patriziale e ha la responsabilità della manutenzione di ogni bene ricadente all'interno dei confini del comune.